# Talpa (película)
Talpa es una película de drama mexicana de 1956 escrita y dirigida por Alfredo B. Crevenna y protagonizada por Víctor Manuel Mendoza, Lilia Prado, Hortensia Santoveña y Leonor Llausás. Es la adaptación de Edmundo Báez del cuento homónimo de Juan Rulfo. "Talpa" es una de las pocas películas mexicanas que se rodaron con el sistema de filmación "CinemaScope".

## Sinopsis
La historia de dos hermanos. Tanilo, el mayor, es un hombre de familia responsable. Esteban es todo lo contrario. Cuando Tanilo cae enfermo, a Esteban le toca encargarse de la herrería de la familia. Esteban comienza una relación adúltera con la mujer de Tanilo y eso les trae consecuencias.

## Elenco
- Víctor Manuel Mendoza - Tanilo Santos
- Lilia Prado - Juana
- Jaime Fernández - Esteban
- Leonor Llausás - La presumida
- Hortensia Santoveña - La mère

## Premios

### Premio Ariel(1957)
| Categoría                  | Persona               | Resultado |
| -------------------------- | --------------------- | --------- |
| Mejor Película             | Mejor Película        | Nominada  |
| Mejor Actor                | Víctor Manuel Mendoza | Ganador   |
| Mejor Actriz               | Lilia Prado           | Nominada  |
| Mejor Coactuación Femenina | Hortensia Santoveña   | Nominada  |
| Mejor Guion Adaptado       | Edmundo Báez          | Nominado  |
| Mejor Edición              | Gloria Schoemann      | Nominada  |
| Mejor Fotografía           | Rosalío Solano        | Ganador   |
| Mejor Sonido               | Luis Fernández        | Ganador   |
| Mejor Música               | Lan Adomián           | Nominado  |
| Mejor Escenografía         | Salvador Lozano Mena  | Ganador   |
| Mejor Actriz de Cuadro     | Leonor Llausás        | Nominada  |